# Ara (India)
Ara è una suddivisione dell'India, classificata come census town, di 14.181 abitanti, situata nel distretto di Hazaribag, nello stato federato del Jharkhand. In base al numero di abitanti la città rientra nella classe IV (da 10.000 a 19.999 persone).

## Geografia fisica
La città è situata a 23° 44' 59 N e 85° 32' 30 E.

## Società

### Evoluzione demografica
Al censimento del 2001 la popolazione di Ara assommava a 14.181 persone, delle quali 7.652 maschi e 6.529 femmine. I bambini di età inferiore o uguale ai sei anni assommavano a 2.063, dei quali 1.089 maschi e 974 femmine. Infine, coloro che erano in grado di saper almeno leggere e scrivere erano 8.286, dei quali 5.227 maschi e 3.059 femmine.